# Ікеда (Хоккайдо)

42°55′45″ пн. ш. 143°26′55″ сх. д. / 42.92917° пн. ш. 143.44861° сх. д.
Іке́да (яп. 池田町, いけだちょう, МФА: [ikeda t͡ɕoː]) — містечко в Японії, в повіті Накаґава округу Токаті префектури Хоккайдо. Станом на 1 жовтня 2008 року площа містечка становила 371,91 км². Станом на 31 березня 2017 населення містечка становило 6961 осіб.